# Нагаланд
Нагаланд је савезна држава Индије са површином од 16.579 km² и 1.988.636 становника (стање: 1. јан. 2001). Налази се на североистоку Индије. Граничи са Асамом и Манипуром на западу, са Аруншал Прадешом на североистоку, и Мјанмаром на истоку. Главни град је Кохима, а највећи град је Димапур. Једна је од најмањих држава у Индији.

## Историја
Племена Нага имају социјалноекономске и политичке везе са племенима у Асаму и Мјанмару. Чак и данас велик део Нага племена налази се у Асаму. После инвазије из 1816. подручје долази под власт Бурме. Када је Британска источноиндијска компанија заузела Асам 1826. постепено се наставила ширити и на Нагаланд. До 1892. готово цели Нагаланд је био у британским рукама. Политички је утопљен у Асам, који је постао део провинције Бенгал. Британци су приметила да Нага племена често практикују одсецање глава заробљеницима и цивилима из религиозних разлога. Због тога су често морали водити мале ратове да би се домогли заробљеника, којима би одсецали главе да би их жртвовали боговима. Британци су зауставили ту праксу користећи силу и дипломатију. Подручје су обилазили и хришћански мисионари, тако да су многа Нага племена прихватила хришћанство. Једна група племена је и даље наставила да практикује анимистичке религиозне традиције, које су постојале пре доласка Британаца. После проглашења независности Индије 1947. подручје је остало део Асама. Међу Нага племенима развиле су се националистиче активности. Захтевали су аутономију. Једни су захтевали и одвајање од Индије. Политичко насиље се појачало у целом Нагаланду. екстремисти су нападали владину и цивилну инфраструктуру и нападали су индијске службенике из других подручја. Индијска армија је послана ту 1955. да успостави ред. Влада Индије је 1957. започела преговоре са Нага племенима. Створен је нови политички ентитет, тј. територија под савезном управом, али поново Нага племена нису била задовољна и насиље се наставило. Нападали су војску и владине институције. Коначно је 1960. склопљен договор да Нагаланд постане нова индијска држава, а 1963. то и постаје.

## Географија и клима
Већином је планинска земља. Планине Нага се уздижу изнад долине Брамапутре у Асаму. Нагаланд је богат флором и фауном. Јако густе шуме заузимају шестину државе. Ту су палме, бамбуси и махагонијске шуме. Клима је изразито монсунска, а влажност ваздуха висока.

## Економија
Више од 90% становништва живи од пољопривреде. Раширена пракса крчења шума да би се користеиле за усеве, довела је до ерозије и губитка плодности земље. Шумарство исто представља значајан извор прихода. Инфраструктура је у јако лошем стању. Више од 50% електричне енергије долази из Асама, а остатак представљају термоелектране на дизел. 

## Религија
Хришћанство је доминантна религија са 90% следбеника. Баптисти чине 80% становништва. Нагаланд је једна од три индијске државе у којој су хришћани у већини. Хиндуси чине 7,7%, а муслимани 1,8% становништва.